# يوليسي ندونغ
يوليسي ندونغ (بالفرنسية: Ulysse Ndong) (24 نوفمبر 1992 بفرنسا - ) هو لاعب كرة قدم فرنسي في مركز خط الوسط . لعب مع نادي إيرميس أراديبو ونادي النجوم وOthellos Athienou FC ‏.

## وصلات خارجية
- يوليسي ندونغ على موقع قاعدة بيانات كرة القدم.إي يو (الإنجليزية)
- يوليسي ندونغ على موقع ناشيونال فوتبول تيمز (الإنجليزية)
- يوليسي ندونغ على موقع Soccerway.com (الإنجليزية)